# Opole (średniowiecze)
Opole (łac. vicinia) – słowiańska wspólnota rodowo-terytorialna z okresu plemiennego , a później wraz z rozwojem feudalizmu najniższa jednostka administracyjno-podatkowa w Polsce średniowiecznej. Większe opola w czasie późniejszym przekształciły się w kasztelanie, a mniejsze stały się jego podokręgami. Dzisiejszym odpowiednikiem opola jest gmina. Podobne jednostki terytorialne występowały również na terenie innych ziem zamieszkanych przez Słowian – na Rusi pod nazwą pogost, w Czechach żupa.

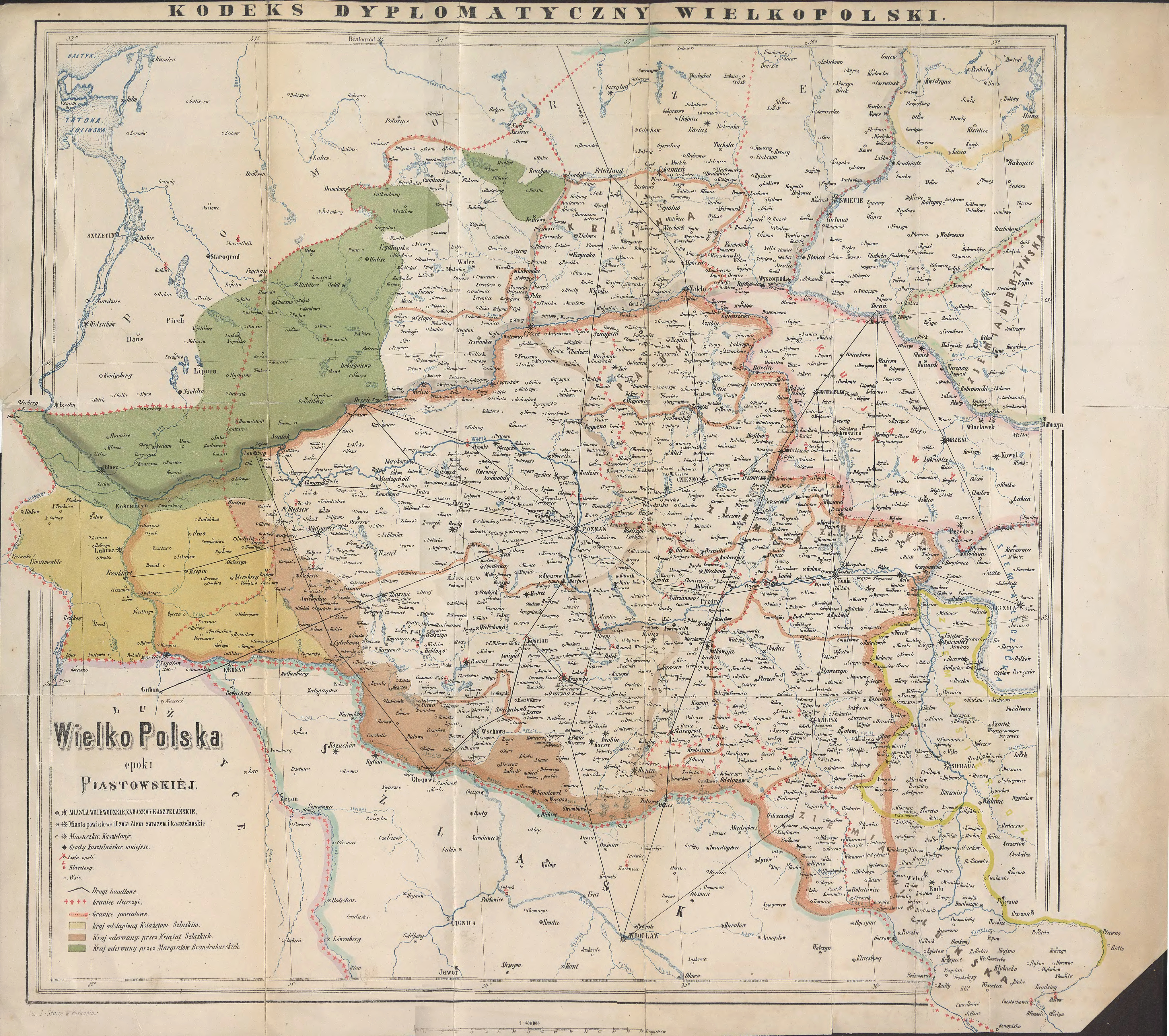
Mapa, przedstawiająca Wielkopolskę w średniowieczu; w legendzie tej mapy znajduje się znak opisany jako „czoła opoli” – miejscowości, będące według dzisiejszej terminologii stolicami tych jednostek terytorialnych

## Pochodzenie i znaczenie terminu
Opole to nazwa jednej z najstarszych jednostek terytorialnych Słowian występujących na terenie wczesnośredniowiecznej Polski. Były one tworzone jeszcze w czasach przedpaństwowych, od połowy pierwszego tysiąclecia. Termin ten określał zarówno lokalny związek osiedleńczy, skupiony wokół pola uprawianego przez członków tej społeczności, które stanowiło podstawę ich bytu, jak również terytorium przez nich zamieszkane .
Dokumenty notują również opolników, czyli mieszkańców opól. Zapisy z dokumentów średniowiecznych: 1390 opolnici, 1399 opolnik oraz opolnici, 1400 opolniczi, 1405 opolniki, 1432 opolniczy . Opolnicy składali także opolne, czyli coroczną daninę w postaci wołu i krowy co odnotowują dokumenty z 1213, 1253 zawarte w Kodeksie dyplomatycznym Wielkopolski, a także inny z 1243 .
Organizacja opolna przetrwała do późnego średniowiecza, a swoim zasięgiem obejmowała cały obszar dawnej Polski. Najgęściej Opola występowały na terenie Wielkopolski. Ślady organizacji opolnej przetrwały do XV wieku w takich nazwach miejscowości jak „osady” czy „starczy”. Część nazw miejscowości w Polsce pochodzi bezpośrednio od określenia „opole”. Należą do nich takie nazwy własne miejscowości takich jak miasto Opole w woj. opolskim, miasto Opole Lubelskie w woj. lubelskim, wieś Opole w woj. lubelskim, wieś Opole-Świerczyna w województwie mazowieckim, wsie Stare Opole i Nowe Opole w województwie mazowieckim, wieś Opole w woj. łódzkim, region pod nazwą Opole na Ukrainie oraz inne nazwy geograficzne.

## Źródła
Pierwsze średniowieczne zapisy nazwy w różnych formach i odmianach: opole, opola, opolu wielokrotnie zostały zanotowane w latach 1136, 1251, 1257, 1262, 1277, 1279, 1280, 1284, 1291, 1294, 1326, 1398, 1399, 1403, 1404, 1417, 1437–1477, 1480 .
Nazwa Opole pojawia się w gnieźnieńskiej bulli protekcyjnej papieża Innocentego II datowanej na 7 lipca 1136 i wystawionej w Pizie, w której zawarto pierwsze znane zapisy polskich nazw miejscowości i imion. Bulla wymienia Opole wchodzące w skład prowincji Żnin w Wielkopolsce. Opole żnińskie wymieniono wraz z wchodzącymi w jego skład osadami: Chocian, Sulisław, Milej, Dobrosz, Wszebąd, Wyszyma (bądź Wyszana), Radociech, Kożuszek, Żuk, Nadziej, Miłosz, Wolisz, Dźwiżen, Krostawiec, Goły, Krost, Kusza, Domaszka, Radosz, Siostroch, Niesuł, Cieplesz, Milej, Miłaczek, także Mogiłek, Sobięta, Niemirzysz.” Istnienie opól na terenie Małopolski odnotowuje także Kodeks Dyplomatyczny Katedry krakowskiej. Przywilej Bolesława Wstydliwego dla benedyktynów w Sieciechowie głosi: Sint eciam preter opolie et extra ipsius soluciones... Na obszarze dzisiejszego województwa łódzkiego znajdowało się sześć opoli: łęczyckie, spicymierskie, sieradzkie, rozpierskie, wolborskie oraz najmniejsze chropskie, które znane są od XI wieku z dokumentów średniowiecznych kapituły krakowskiej.
W archiwalnym dokumencie z 1388 odnotowane zostało opole chojnickie (Choyniczke opole), którego główną miejscowością była Chojnica. Wsie do niego należące zapłaciły nieznanej wysokości opłatę na rokach ziemskich w Poznaniu
W 1401 odnotowano wsie opola przemęckiego z siedzibą w Przemęcie: Glińsko, Koszanowo, Brosczewicza (obecnie Bruszczewo), Robaczyn, Nietążkowo, Biskupice, dwie wsie Więckowice, Charbielino, Grotniki, Włoszakowice, Górsko, Starkowo, Stary Klasztor, Brenno, Mochy, Osłonin, Wijewo miały one zapłacić karę za niestawienie się na zebranie opolne w sprawie rozgraniczenia Wilkowa Polskiego u niejakiego Jaroty.

## Zasięg terytorium
Wspólnota terytorialna typu opolnego zajmowała obszar o różnej wielkości w zależności od gęstości zaludnienia i warunków fizjograficznych. Obszar pojedynczego opola wynosił przeciętnie 100-200 km² i raczej nie przekraczał 250 km². Zdarzały się jednak znacznie większe jak np. jedno z opól leżące na ziemi sieradzko-łęczyckiej mające rozmiary 500 km² W skład opola wchodziło od kilku do kilkunastu wsi wraz z przyległymi terenami W XIII wieku opole składało się zazwyczaj z kilku wsi, obejmując wspólną organizacją zarówno poddanych księcia, jak i feudałów oraz rycerzy zamieszkałych na własnej ziemi znajdującej się na jego terenie.

## Organizacja
Opole obejmowało głównie kmieci (książęcych dziedziców, opolników) oraz drobnych rycerzy; poszczególne rodziny gospodarowały oddzielnie, jednak wspólnie korzystały m.in. z pastwisk, lasów i wód. W okresie wczesnofeudalnym opole stanowiło najniższą terytorialną jednostkę administracyjno-podatkową. Mieszkańcy zobowiązani byli wobec władzy do dostarczania daniny na rzecz księcia. We wczesnym państwie polskim administracyjnie opola były podokręgami nadrzędnych nad nimi kasztelanii.
Władzę w opolu sprawowali naczelnik rodu i starszyzna plemienna zwana starcami, która była wybierana z jego mieszkańców. Jej zadaniem było wydawanie wyroków oraz decyzji w zgodzie z prawem zwyczajowym jakie obowiązywało we wspólnocie plemiennej. Decyzje wymagające akceptacji całej społeczności podejmowano na wiecach, w których starszyzna pełniła rolę doradczą. Starców powoływano jako świadków również w sporach granicznych. W razie popełnienia zbrodni opole musiało ścigać winnego. Przestępcę skazywano lub wykluczano z plemienia skazując go na banicję – wygnanie poza granice opola.
Gdy wybuchła wojna, opola łączyły się ze sobą i razem wystawiały oddział do obrony swych terenów. Oddział ten jednak nie mógł być przyłączony do wojsk książęcych czy też innego władcy, gdyż był zobowiązany tylko do obrony własnego „terytorium”.